# أبانتو للتنمية

أبانتو للتنمية هي منظمة دولية نسائية غير حكومية تسعى لتمكين المرأة الأفريقية في  المجالات السياسية  والاقتصادية على المستويات المحلية والوطنية والإقليمية والدولية. تُحقق أهدافها عن طريق التثقيف خلال ورش العمل والبحث والنشر والاستشارات. تجذب أبانتو الاهتمام الدولي عن طريق مكاتبها في لندن، حيث تأسست عام1991 من قبل سيدات أفريقيات. مكاتبها الأخرى في كينيا، تنزانيا، غانا ونيجيريا. تتمتع أبانتو بمركز استشاري خاص لدى المجلس الاقتصادي والاجتماعي التابع للأمم المتحدة.
| التكوين    | 1991، مُنذ 28 عام                                    |
| تأسست في   | لندن، المملكة المتحدة                               |
| التصنيف    | منظمة غير حكومية دولية                              |
| الهدف      | قضايا المرأة                                        |
| المقر      | لندن، الولايات المتحدة، نيروبي، كينيا وتنزانيا      |
| المنطقة    | أفريقيا                                             |
| الانتماءات | المركز الاقتصادي والاجتماعي(المركز الاستشاري الخاص) |

## منظمة الابانتو
منظمة غير حكومية (INGO) تأسست أبانتو في لندن عام 1991 بواسطة سيدات أفريقيات، بما في ذلك المدير المستقبلي وانجيرو كيهيورو. يعنى اسم أبانتو «الناس»  في العديد من اللغات الأفريقية. توجد مكاتبها الرئيسية اليوم في لندن، الولايات المتحدة، نيروبي، كينا و تنزانيا. يقع المكتب الإقليمي لغرب إفريقيا في أكرا، غانا(مدير البرنامج الإقليمي روز مينساه كوتين)؛ يوجد مكتب فرعى في نيجيريا.  تُعتبر أبانتو منظمة مظلة لعديد من المنظمات الصغيرة. تعمل عن طريق إضفاء الطابع الرسمي على الشبكات المحلية والمحلية القائمة للمرأة وتحويلها إلى قوة سياسية.
لديها مركز استشاري خاص لدى المجلس الاقتصادي والاجتماعي التابع للأمم المتحدة(ECOSOC )هي أيضا جزء من العمل الإنسانى بشأن تغير المناخ من أجل المساواة والاستدامة. لقد تعاونت أبانتو مع لجنة الأمم المتحدة الاقتصادية  لإفريقيا و منظمة الوحدة الأفريقية.

## الأهداف
تهدف إلى تمكين السيدات الأفريقيات كصانعات قرارات على المستويات المحلية والإقليمية والدولية.
تسعى إلى زيادة مشاركة المرأة في كل من السياسة والاقتصاد وإزالة الحواجز السياسية والقانونية والثقافية والمساواة في مكانة  المرأة أمام القانون واستقلالها الاقتصادي. تجميع السيدات لتعزيز التنمية المستدامة في أفريقيا هو أيضا على جدول أعمالها. حددت المنظمة أربعة مجالات ذات أهمية رئيسية: النوع الاجتماعي والفقر، النوع الاجتماعي والنزاع، النوع الاجتماعي والحكم، النوع الاجتماعي وتكنولوجيا المعلومات والإتصالات، بالرغم من تركيز أبانتو على النساء، إلا أنها ترى متابعة مصالح المرأة تعود بالنفع على الرجال.

## الأنشطة
تستخدم أبانتو مفاهيم بدائية لتحقيق أهدافها التدريب وبناء القدرات والبحث والنشر والاتصالات والدعوة ورفع الوعى العام والتواصل. أبانتو لديها أكثر من 500 متدرب في ورش العمل في أفريقيا والولايات المتحدة. يقوم هؤلاء المتدربين بالتحليلات السياسة وورش عمل المضيف في بلدانهم على مواضيع مثل الصور النمطية بين الجنسين، التغيرات الاجتماعية، التغير الاجتماعي وتدعيم العمل على مصابي مرض نقص المناعة. تدعم أبانتو  تقنيات تعليم الكبار مع ملاحظة الاختلاف بين تعليم الرجال والسيدات. وبالإضافة إلى ورش العمل تنظيم حلقات دراسية ومنتديات حول السياسة العامة والمشاورات مع صانعي السياسات والمنظمات النسائية الأخرى. وقد أصدرت على سبيل المثال كتيباُ عن أخذ النساء في الاعتبار عند وضع ميزانية في أفريقيا تم اختياره لإجراء تجربه، وشارك في صياغة بيان المرأة عن غانا. تُعقد أبانتو سلسلة جلسات عن النوع والفقر في شرق وجنوب أفريقيا ساهمت في شفافية السياسات الحكومية. تنشر أبانتو أبحاث وأخبار وتصدر مجلة بموضوعات عديدة مثل الصحة العامة والإعتداء الجنسي و قضايا المرأة في الانتخابات . كما تستضيف المنظمة برنامجها الإذاعي الخاص «المنتدى الطبيعي». باحثوا أبانتو اهتموا بالنزاع المسلح وسياسة التنمية وآثار تغير المناخ.